# Готична література

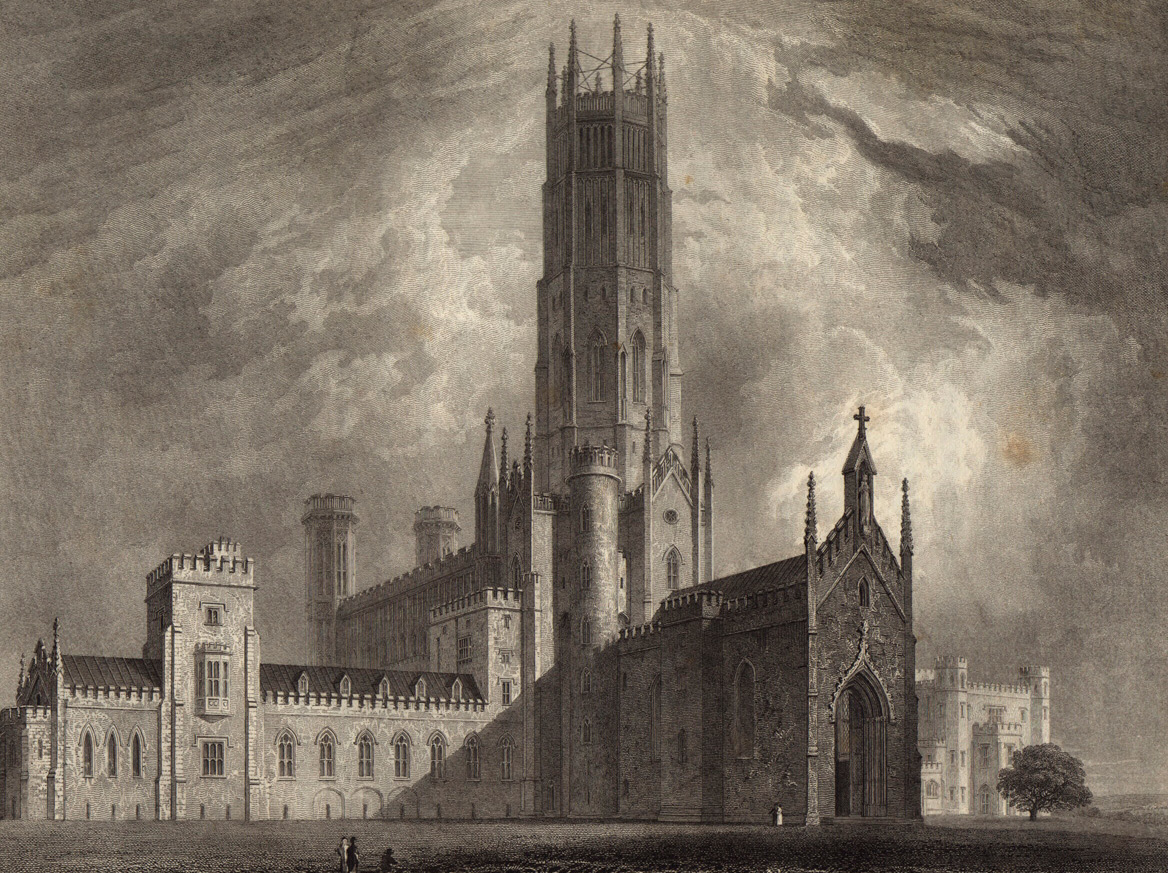
Фонтгіллське абатство — резиденція в готичному стилі, побудована Вільямом Бекфордом, автором повісті «Ватек» (1787). Сучасники порівнювали її з декораціями готичного роману.

Готична література — жанр літератури, який виник у другій половині XVIII століття і особливо характерний для раннього романтизму (передромантизму).

## Назва та визначення
Готичний роман — твір, оснований на приємному відчутті жаху читача, романтичний «чорний роман» у прозі з елементами надприродних «жахів», таємничих пригод, фантастики і містики (сімейні прокляття і привиди). Розвивався переважно в англомовній літературі. Це предтеча сучасних «жахів». Назва — від архітектурного стилю готика (дія романів часто розгортається в старих готичних замках). Однак, за припущенням письменниці Маргарет Дреббл, термін Gothic спочатку вживався у значенні «середньовічний», як у підзаголовку роману «Замок Отранто», дія якого відбувається в середньовіччі (Otranto Castle of, a Gothic Tale).
На межі XVIII та XIX століть готичний роман був найчитанішою друкарською продукцією як в Англії, так і в континентальній Європі. Класичне визначення жанру дав професор Кріс Болдик:
|  | Для отримання готичного ефекту розповідь має поєднувати моторошне відчуття спадковості в часі з почуттям клаустрофобії, яку породжує замкнутість у просторі, - так, щоб ці два виміри посилювали один одного, створюючи враження хворобливого занурення в стихію розпаду. |

Британський критик Теодор Ваттс-Дантон називав готику «ренесансом чудесного» в англійській літературі. Але існували й інші думки: професор Єльського університету Вільям Лайон Фелпс у своїй роботі «Початок англійського романтизму» розглядав готику як «синонім варварського, хаотичного і позбавленого смаку». Описати таке явище як готика намагалися багато літературознавців, вчені — Монтегю Саммерс, Едіт Біркхед, Ейно Райло, Едмунд Берк, Девендра Варма. Чуттєве обґрунтування готичного стилю належить Едмунду Берку, який випустив у 1757 році книгу «Дослідження наших уявлень про високе і прекрасне».

## Класифікація
Знавець жанру Монтегю Саммерс у книзі «Надприродний омнібус» виділяє такі типи описуваних у літературі надприродних явищ: потойбічні сили і відвідування зі злою метою, явище примари і дивна хвороба, загробні появи, живі мерці, повернення з могили, виконання клятви, неупокоєна душа, загадкове призначення. Кожному з цих явищ відведена своя роль у сюжетній лінії готичного роману.
Англійський дослідник Волтер Фрай у своїй книзі «Вплив готичної літератури на творчість Вальтера Скотта» стверджує, що саме Вальтер Скотт підійняв жанр з небуття і знаходить елементи готики у всіх романах, випущених після «Веверлі».
У своїй монографії «Готичний пошук» Монтегю Саммерс проводить порівняння готичного роману з класичним і виводить два ряди знакової символіки:
| Готика                         | Класика                                      |
| ------------------------------ | -------------------------------------------- |
| Замок                          | Будинок або особняк                          |
| Печера                         | Альтанка                                     |
| Стогін                         | Зітхання                                     |
| Велетень                       | Батько                                       |
| Закривавлений кинджал          | Віяло                                        |
| Завивання вітру                | Ніжний бриз                                  |
| Лицар                          | Джентльмен без бакенбард                     |
| Леді, головна героїня          | Ніяких змін: жінка завжди залишається жінкою |
| Удар шпагою                    | Вбивчий погляд                               |
| Чернець                        | Старий слуга                                 |
| Кістки черепа                  | Компліменти, сентименти                      |
| Свічка                         | Лампа                                        |
| Магічна книжка з плямами крові | Лист, зрошений слізьми                       |
| Загадкові голоси, шерехи       | Рідковживані слова                           |
| Таємнича обітниця              | Тонкий натяк на залицяння                    |
| Привид                         | Адвокат чи суддя                             |
| Відьма                         | Стара економка                               |
| Рана                           | Поцілунок                                    |
| Опівнічне вбивство             | Весілля                                      |

Однією з перших серйозних спроб розділити готичний роман категоріями жаху належить Едіт Біркхед. У її монографії «Історія жаху: Дослідження готичного роману» ця класифікація виглядає так:
1. Готичний роман (The Gothic Romance)
Представники: Хорас Волпол, Клара Рів, Анна Летиція Барбо[en], Мері Шеллі, Марджорі Бовен[ru]
2. Роман напруги і незрозумілої тривоги (The Novel of Suspense)
Представники: Анна Радкліф
3. Роман жаху (The Novel of Terror)
Представники: Метью Грегорі Льюїс, Ернст Теодор Амадей Гофман, Чарлз Метьюрін[ru]
4. Східна повість жаху (The Oriental Tale of Terror)
Представники: Вільям Бекфорд
5. Сатира на роман жаху (Satires on the Novel of Terror)
Представники: Джейн Остін, Томас Лав Пікок
6. Коротка повість жаху (The Short Tale of Terror)
Представники: лорд Бульвер-Літтон, Мері Шеллі.

Категорію жахливого Едмунд Берк визначає так:
|  | Почуття, яке викликає в нас велич і піднесеність природи, владно заволодіває нами і називається здивування (astonishment); і здивування є такий стан нашої душі, в якому всі її рухи завмирають в передчутті жаху (horror). Жодне з почуттів не може позбавити наш мозок розсудливості і здатності до дії настільки, наскільки здатний це зробити страх (fear) |

Одна з таких спроб класифікації готичних романів належить професору Девендрі Вармі в його роботі «Готичне полум'я». Як приклад поєднання декількох шкіл він наводить роман Мельмот-блукач, у якому він виявляє риси школи напруги і незрозумілої тривоги і риси школи жаху. У цій книзі Девендра Варма виділяє три школи готичного роману: історична готика (The Historical Gothic Tale) — Клара Рів, Софія Лі, Вальтер Скотт, школа напруги і незрозумілої тривоги (The School of Terror) — Ганна Радкліф, школа жаху (або шавер-романтик) (The School of Horror) — У.Годвін.
Багато дослідників сходяться на тому, що одними з головних елементів готичних романів є:
- замок, або які-небудь старовинні руїни (пасивний елемент, навколо якого розгортається дія роману);
- готичний лиходій (активний елемент).

## Становлення та розвиток готичної літератури у XVIII—XIX століттях

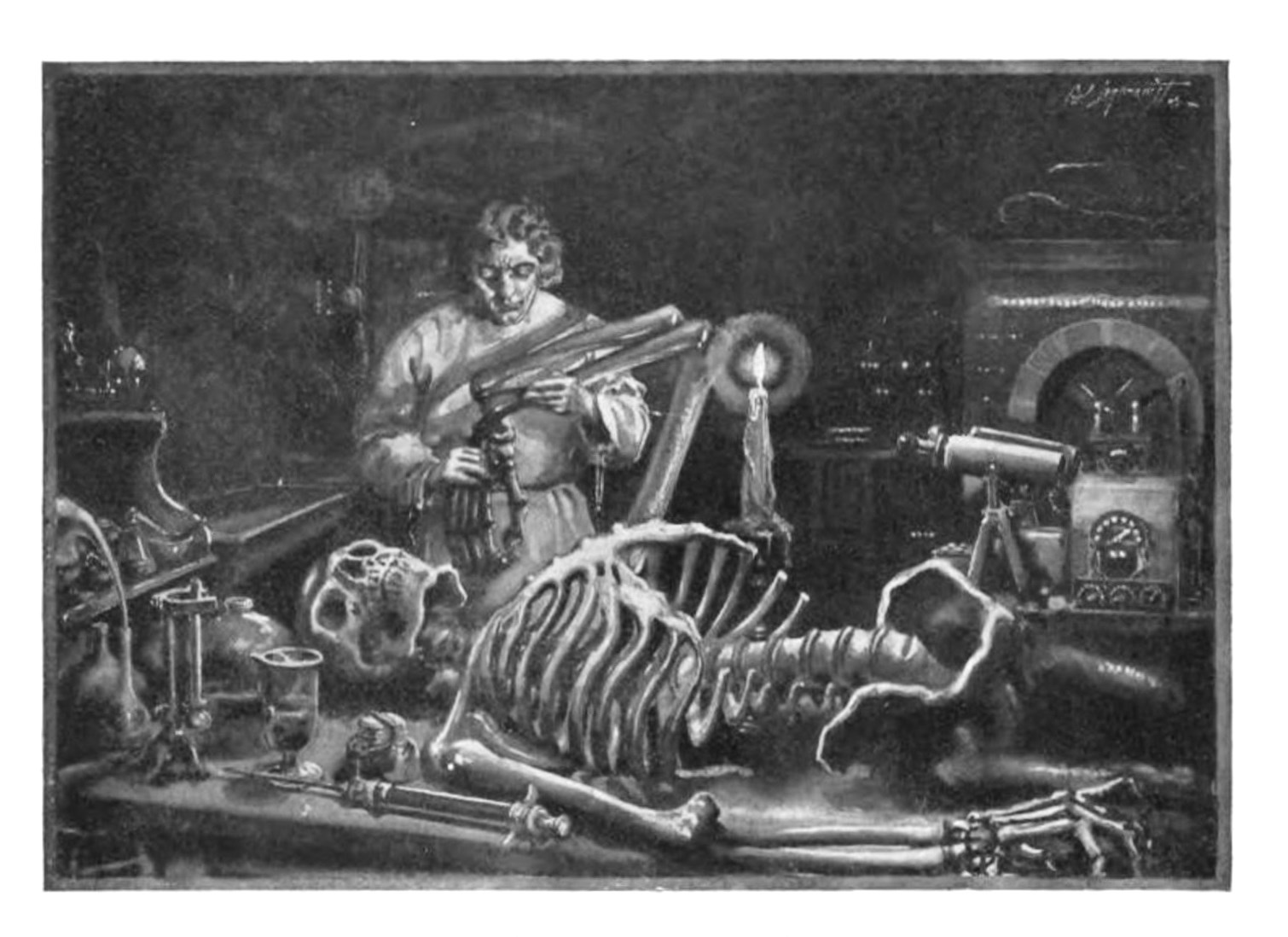
Ілюстрація до «Франкенштейна» Мері Шеллі

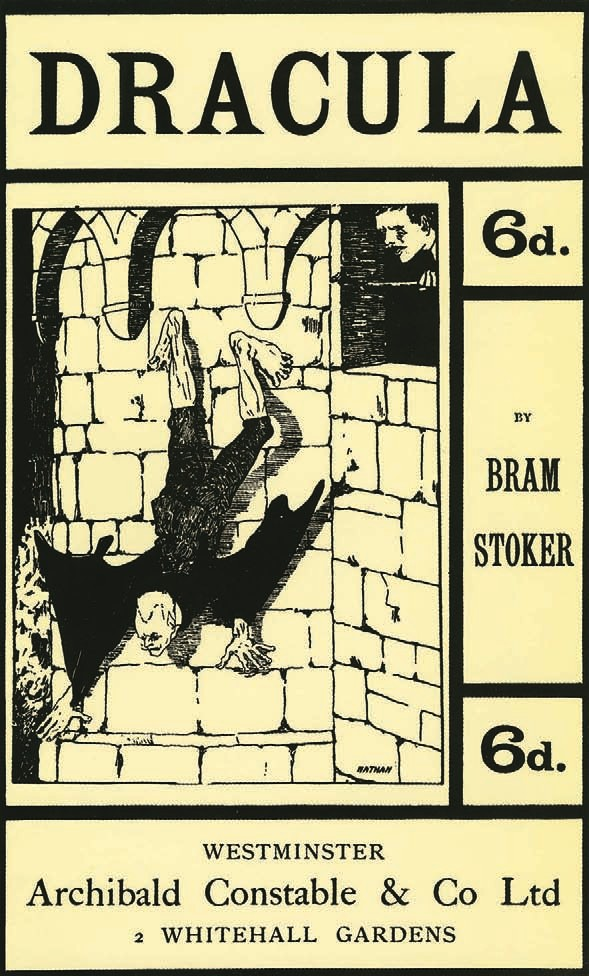
Обкладинка роману «Дракула» Брема Стокера

Готичний роман склався на тлі інтересу передромантиків XVIII ст. до лицарської культури з орієнтацією на власне лицарський роман (особливо на такий зразок, як «Згубний погост») та роман бароко.
Основоположник стилю готичного роману — Хорас Волпол, випустив у 1764 році свій роман «Замок Отранто», назвавши його готичною історією. Гучний успіх роману породив безліч наслідувань, перш ніж вийшла повість Клари Рів «Захисник чесноти» (у другій редакції отримала назву «Старий англійський барон. Готична історія»). Наступним твором, відзначеним критиками, стало невелике оповідання Анни Летиції Барбо «Сер Бертранд». Дослідник Едіт Біркхед пише, що це була спроба об'єднати дві школи готичного жаху — готичну романтику і роман жаху.
Наступною помітною фігурою в готичному романі стала Софія Лі зі своїм романом «Притулок», її романи помітно вплинули на творчість Анни Радкліф, яка відома такими творами як «Сицилійський роман», «Роман в лісі», «Удольфські таємниці». Роман «Чернець (роман)» 1796 року епатував публіку сценами сексуального насильства та інцесту. Незабаром виходить і роман, який висміює жанр жаху, — «Нортенґерське абатство» Джейн Остін.
Основні твори створені на рубежі XVIII і XIX століть. Протагоніст кожного з них — демонічна, «байронічна» особистість (романи «Франкенштейн, або Сучасний Прометей» Мері Шеллі, «Італієць» А. Радкліф, «Мельмот-блукач» Ч. Р. Метьюріна). Прикладом готичного роману за межами Англії може служити «Майорат» Е. Т. А. Гофмана (1817), дія якого відбувається на території сучасної Росії (в селищі Рибальське Калінінградської області на Куршській косі).
Макабричні тенденції були характерні не тільки для прози, але й для поезії того часу. В 1797—1799 роках у моду входять «страшні» балади про прибульців з того світу. У ці роки Гете створює «Коринфську наречену», Вальтер Скотт — «Гленфінлас» й «Іванів вечір», С. Т. Колрідж — «Кристабель» і «Сказання про старого моряка».
Твори, які продовжують естетику готичного роману, з'являлися й пізніше (твори Едгара По, вікторіанські розповіді про привидів). До цього жанру іноді зверталися найзнаменитіші письменники, наприклад, Чарлз Дікенс («Таємниця Едвіна Друда», 1870), Р. Л. Стівенсон («Володар Баллантре», 1889) і Генрі Джеймс («Поворот гвинта», 1898).
Брем Стокер затвердив «вампірський» вплив на готичні романи своїм романом «Дракула», де найбільш детально та чітко, згідно з тодішніми уявленнями, описувалося життя вампірів.

## Спадщина в XX столітті
У XX столітті шанувальники готичної літератури помітно розширили її визначення. У XIX—XX ст. набули поширення різні збірки та антології текстів у готичній традиції (наприклад, збірка оповідань Ганни Лемойн «Дикі троянди»). Подібні збірки поклали початок недорогим виданням формату chapbook.
В Америці від «готичного» жанру відбрунькувалася «література жахів» (Блеквуд, Лавкрафт, Блох, Стівен Кінг). На стику фентезі й готики з'явився жанр темне фентезі. У південних штатах США традиції готичної літератури продовжує південна готика, для якої, на відміну від інших похідних жанру, характерний інтерес до соціальних і релігійних питань.